# Queso de Campo Real
El queso de Campo Real es un queso de leche cruda de oveja elaborado en todos los términos municipales de la comarca de Campiña del Henares, situada en el suroeste de la Comunidad de Madrid (España). Recibe su nombre de la localidad de Campo Real, aunque se elabora en otras localidades. Se emplea leche de ovejas de raza manchega, assaf, negra colmenareña y rubia del molar entre otras. Es un queso de coagulación enzimática, pasta prensada y lavada y sometido a un proceso de salmuera. La maduración mínima es de 9 meses y tiene un porcentaje de materia grasa mínima del 45%. Su aspecto físico es similar al del queso manchego. Se comercializa en forma cilíndrica con un peso aproximado de 3 kg. La corteza es dura y aceitosa, con un color que oscila del amarillo al gris, según la maduración. Los laterales llevan la marca de la pleita (faja o tira de esparto trenzado) y las dos caras la característica flor.
Se origina en la cooperativa de ganaderos «Castellana de Ganaderos», fundada a principios de la década de 1950 formada por catorce ganaderos. En 2017 son unos 600 integrantes y producen unas 750 toneladas de queso al año. La cabaña ganadera es de unas doscientas mil cabezas. Como maridaje se recomiendan los vinos de Madrid junto con tapas, o de postre acompañado de membrillo, nueces, piñones o almendras.